# Thorvald Niss
Thorvald Simeon Niss (født 7. maj 1842 i Assens, død 11. maj 1905 på Frederiksberg) var en dansk landskabsmaler.

## Uddannelse
Niss var søn af malermester Niels Frederik Niss og Barbara Kirstine født Ploug-Hempel. Som dreng arbejdede han i værkstedet hos sin far, der ikke var uden kunstnerisk begavelse. Efter sin konfirmation kom han til Fredericia, hvor han 18 år gammel blev udlært svend. Så tog han til København og ernærede sig som håndværker, samtidig med at professor G.F. Hetsch forberedte ham til Kunstakademiet, hvor han blev elev 1861. 
To år senere blev han antaget som dekoratør på Den Kongelige Porcelænsfabrik, men da krigen kort efter brød ud, meldte han sig som frivillig og gjorde felttoget med som medlem af kaptajn Christian Aarøes korps. Efter fredsslutningen genoptog han såvel sit arbejde på fabrikken som tegneøvelserne på Akademiet, hvor han studerede til 1869 og atter nogle måneder i 1874. 
Den tid pligtarbejdet levnede ham, brugte han til at male studier i det frie, og fra 1870 udstillede han landskabsbilleder på Charlottenborg. Foreløbig tildrog de sig ikke synderlig opmærksomhed. Gennemgående var de ganske vist præget af en ærlig og ret selvstændig naturopfattelse og udført med megen omhu, men foredraget var ængsteligt og spidst, som man kunne vente det af en porcelænsmaler, farven tør og monoton. 
Det var da også under trange kår at Niss – der i 1872 havde giftet sig med Caroline Kirstine Christensen (1849-75) – arbejdede i sin første kunstnerperiode. Vel opnåede han i 1875 den Sødringske Opmuntringspræmie og solgte det følgende år et billede til Kunstforeningen i København, men publikums interesse lykkedes det ham først senere at vinde, og ofte kunne han fristes til at angre det skridt, han i 1877 havde vovet, at opgive det sikre erhverv ved fabrikken for helt at vie sig til kunsten.

## Gennembrud
Gennembruddet og i sammenhæng hermed lysere dage kom først hen i mod slutningen af 1870'erne og skyldes utvivlsomt for en ikke ringe del den omstændighed, at Niss da trådte i lærlingeforhold til Otto Bache. Under hans vejledning – der var lige så streng og omhyggelig, som den var nænsom over for talentets krav på selvstændig udvikling – nåede Niss frem til et klarere og mere bevidst natursyn, samtidig med at han tilegnede sig en kompositionsdygtighed og en malerisk færdighed, hvorom der i hans tidligere frembringelser næppe havde været varsler. 
Efterårs- og vintermaler
|  |  | Udstillingen i 1879 bragte vidnesbyrd herom i tre efterårsbilleder, udmærkede ved kraft i stemningen, glans i farven, bredde og sikkerhed i den maleriske behandling. Lignende fortrin, og det i endnu højere grad, fandtes forenede i værker som Funkedammen ved Frederiksborg, 1881, og det meget store Septemberdag i Jægersborg Dyrehave, der var det eneste på den internationale udstilling i Wien 1882 præmierede danske kunstværk. |

|  |  | Disse og andre arbejder skaffede Niss navn som vort lands ypperste efterårsmaler, og i virkeligheden var han også i en række af år fortrinsvis optagen af at skildre høsttiden, således som den afsætter sine mærker i vore skove kort før løvfaldet. Få har som han fortalt om dens storhed og stilhed og om dens farvers uendelige rigdom og pragt. |

Ensidig udviklede han sig dog ikke på dette område. Til hans hovedværker hører således flere vinterbilleder med blød, tyktliggende sne under de bladløse træer, og netop i dem har han som kolorist nået meget betydelige resultater, således i det store arbejde, som i 1883 hædredes med udstillingsmedaljen og derefter erhvervedes til Nationalgalleriet. 
Marinemaler
|  |  | Nævnes bør det dernæst, at Niss i de senere år har hævdet sig plads som en af vore ypperste marinemalere (to stykker på Nationalgalleriet og det ved friskhed og liv i bevægelsen fremragende Kjølvand i Den Hirschsprungske Samling) samt som en fremragende blomstermaler (Solsikker, Statens Museum for Kunst). Også i egenskab af landskabsraderer står han mellem danske kunstnere i første række. |

Udlandsrejser
Niss har adskillige gange studeret i udlandet, således i 1885-86 med Akademiets stipendium i Italien, 1889 i Paris, 1892 var han sydpå med Det anckerske Legat, 1893 atter i Italien og i Grækenland. I 1887 blev han medlem af Akademiraadet (genvalgt 1890) og den 26. maj 1892 blev han Ridder af Dannebrog.
Hans anden hustru blev 25. februar 1881 Constance Andrea Ludovica Frederikke Møller (1855-1905), datter af landstingsmand, købmand Carl Møller (1815-1886) og Oline f. Frederiksen (1816-1889).
Niss er begravet i Hillerød.

## Billeder
| - Thorvald Niss portrætteret - Af P.S. Krøyer, 1887 - Af Valdemar Irminger Ukendt dato - Af Carl Poulsen Uklar datering - Parti fra Frederiksborg med Niss ved staffeliet af Hans Nikolaj Hansen Uklar datering |

| - Andre værker af Thorvald Niss - En markvej i Vendsyssel, 1876, Nivaagaards Malerisamling - Landsbyidyl med stork og spejdende kokkepige, 1877 - Oksekærre på den jyske hede, 1878 - Indgang til Dyrehaven ved Springforbi en sommerdag, 1880 - Vinterbillede fra Dyrehaven, 1887 - Skagen Strand, 1889 - P.S. Krøyers første atelier i Skagen - Kunstnere på vej til Skagen, 1889 - Kunstnerens hustru, 1891 - Efterårsbillede. Dyrehaven, 1904 - Gården til Skindergade 26 Ukendt dato - Den druknedes genfærd søger at skaffe havet et nyt offer Ukendt dato |